# Centro Educativo Pavarotti

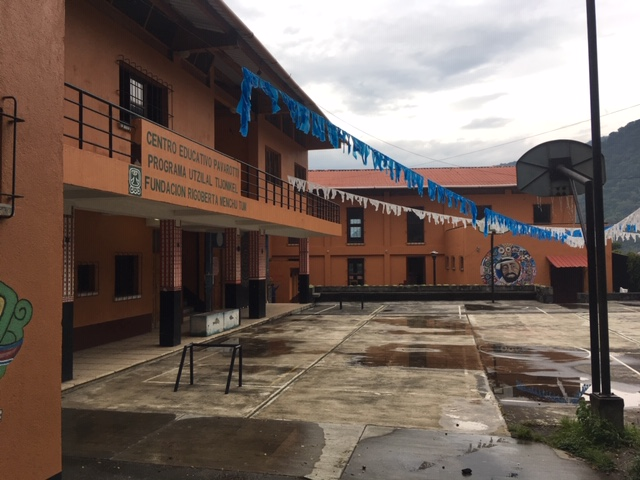
Il Centro

Il Centro Educativo Pavarotti (CEP) è una scuola media per ragazze e ragazzi dai 12 ai 16 anni situata sulla riva del lago Atitlán, a San Lucas Tolimán, nel dipartimento di Sololá, in Guatemala. Questo centro è una iniziativa della fondazione Rigoberta Menchú, nello specifico del programma Utizal Tijonikel Program (“insegnare a fare il bene”) e offre istruzione scolastica completata da un orientamento lavorativo.
Il centro ospita 150 studenti e 10 professori. La maggior parte degli studenti vive in condizioni economiche difficili e perciò riceve un aiuto finanziario per poter frequentare la scuola.

## Storia
Nel 1999 il tenore italiano Luciano Pavarotti organizzò un concerto a scopo benefico per raccogliere fondi e fondare un’istituzione con cui si potesse provvedere all'istruzione dei ragazzi indigeni maya guatemaltechi, vittime della passata guerra civile, durata 36 anni. 
Grazie all’amicizia profonda tra Luciano Pavarotti e la vincitrice del premio Nobel per la pace Rigoberta Menchú Tum, si avviò una collaborazione tra di loro. Rigoberta Menchú Tum ebbe l’idea di fondare una scuola che fosse in grado di trasmettere ai bambini maya la cultura, la lingua, l’arte e la musica maya per poter ridare loro un pezzo della propria identità, messa a rischio durante la guerra civile. La costruzione ebbe inizio nell’anno 2000 con il finanziamento della fondazione Luciano Pavarotti. La scuola fu inaugurata nel 2003 e cominciò a funzionare nello stesso anno. La fondazione Luciano Pavarotti regalò poco dopo la scuola alla fondazione Rigoberta Menchú Tum e le trasferì l’amministrazione e la manutenzione, con l’accordo di finanziarla fino al 2005. 
Dopo il 2005 la scuola dovette diventare finanziariamente autosufficiente, offrendo per questo scopo servizi di carattere turistico.

## Attività
Sono previste molte materie di studio tra le quali spagnolo, matematica, inglese, scienza, arte, danza, musica, falegnameria, tessitura, informatica e l’orientamento al lavoro. Vengono insegnate anche la lingua maya locale, il Kaqchikel, e la matematica Kaqchikel per preservare la cultura tradizionale. 
La fondazione Rigoberta Menchú Tum promuove inoltre il programma "Intercultural Solidarity Tourism", che dà l’opportunità a privati e a organizzazioni di entrare in contatto con la cultura maya tramite volontariato.

## Galleria d'immagini

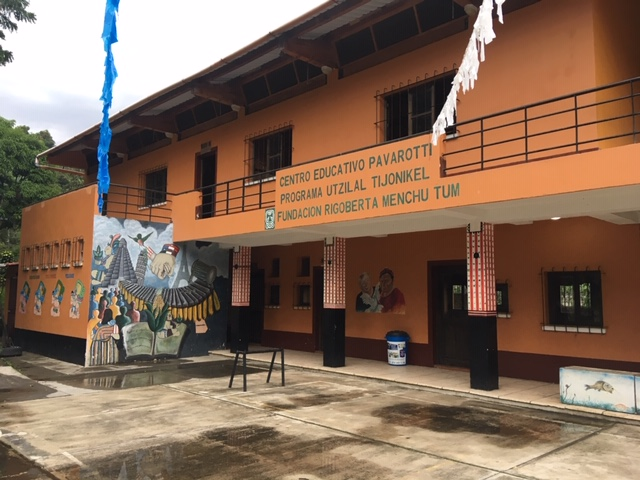
Edificio principale
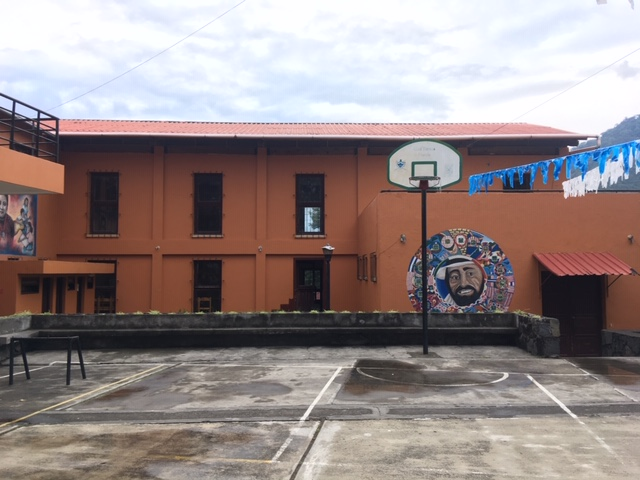
Edificio laterale
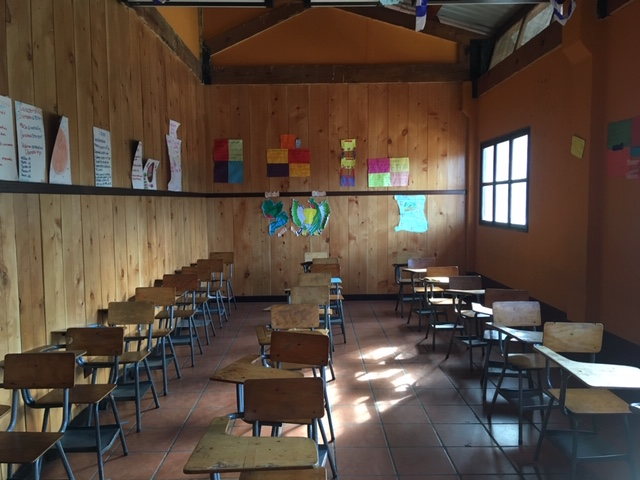
Un'aula del centro
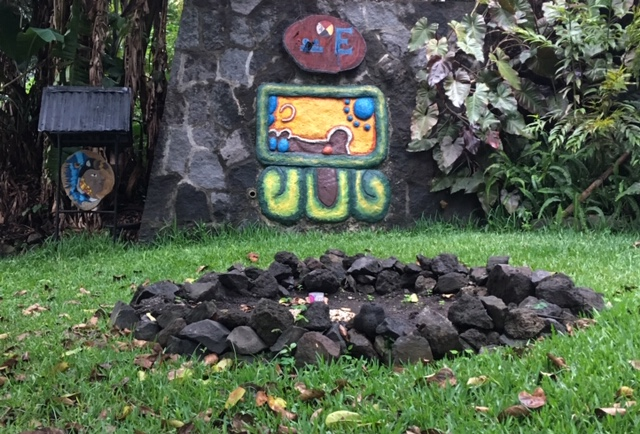
Luogo di culto maya nel centro